# Franz Bauer
Franz Andreas Bauer (més tard Francis Bauer) (14 de març de 1758 – 11 de desembre de 1840) va ser un microscopista i il·lustrador de botànica austríac.
Nasqué a Feldsberg, Moràvia (actualment Valtice, República Txeca), era fill del pintor de la Cort de Josef Wenzel, Príncep de Liechtenstein Lucas Bauer (mort el 1761) i germà dels pintors Josef Anton (1756–1830) i Ferdinand Bauer (1760–1826). Josef va ser el successor del seu pare en el càrrec de pintor de la Cort.
Francis i Ferdinand van adquirir la seva primera experiència com il·lustradors botànics amb l'arribada del Pare Norbert Boccius, Abbot de Feldsberg, el 1763, i, sota la seva direcció, van produir més de 2.000 dibuixos en aquarel·la d'espècimens de plantes. Van ser empleats del Comte Dietrichstein com pintors de flors a Viena - Franz il·lustrà obres del Baró Nikolaus Joseph von Jacquin i el seu efill el Baró Joseph Franz von Jacquin als Jardins Imperials Shönbrunn; Franz després l'acompanyà a Londres. Allà Jacquin el Jove el presentà a Sir Joseph Banks, qui, li va donar un lloc com primer il·lustrador botànic als Royal Botanic Gardens, Kew i el Museu. S'hi va estar la resta de la seva vida, va ser membre de la Royal Society i nomenat ‘Botanick Painter to His Majesty' Rei Jordi III.
Cap a 1790 Bauer estava a Kew, i va fer pintures i dibuixos detallats de disseccions de flors, sovint a nivell microscòpic. Morí a 1840, i va ser enterrat a St. Anne's Church, Kew, prop de Thomas Gainsborough. Les seves obres més importants són les suntuosos: Delineations of Exotick Plants (1796–1803), la seva col·laboració amb John Lindley Illustrations of Orchidaceous Plants (1830–38), i les seves delicades litografies a Strelitzia Depicta (1818).

## Obres il·lustrades
- Delineations of Exotick Plants cultivated in the Royal Garden at Kew. Drawn and coloured and the Botanical characters displayed according to the Linnean System by Francis Bauer. Published by William Aiton, d.c. (Prefaci per Sir Joseph Banks.) 1796-83

- The Genera and Species of Orchidaceous Plants, illustrated by drawings on stone from the sketches of Francis Bauerby John Lindley. London, Ridgways and Treuttel, Wurtz, 1830-1838.

- Genera filicum; or Illustrations of the ferns, and other allied genera; from the original coloured drawings of the late Francis Bauer; with additions and descriptive letterpress, by Sir William Jackson Hooker. London, H. G. Bohn, 1842.